# Phoma nigerrima
Phoma nigerrima är en lavart som beskrevs av Syd. 1911. Phoma nigerrima ingår i släktet Phoma, ordningen Pleosporales, klassen Dothideomycetes, divisionen sporsäcksvampar och riket svampar.   Inga underarter finns listade i Catalogue of Life.